# 荷西·昆塔納
荷西·古耶摩·昆塔納（西班牙語：José Guillermo Quintana，1989年1月24日—），為美國職棒大聯盟的哥倫比亞籍投手，目前效力於密爾瓦基釀酒人。他先前曾待過白襪、小熊、天使、巨人、海盜、紅雀與大都會等隊。
昆塔納在加入白襪前曾在大都會與洋基兩支球隊的小聯盟體系打過球。他於2012年登上大聯盟，2016年入選明星賽。2017年季中被交易至小熊。

## 職業生涯

### 小聯盟
2006年，昆塔納以國際自由球員身份與大都會隊簽約。他從新人聯盟起步，由於使用禁藥的問題，他在2007年被聯盟禁賽。
2008年，他加入紐約洋基，一樣從新人聯盟開始。他在洋基隊最高層級升至高階1A，並於2011年成為小聯盟的自由球員。

### 芝加哥白襪
昆塔納在小聯盟的表現被白襪隊的球探發掘，因此2011年11月10日，昆塔納與白襪隊簽約。並從2A開始他在白襪隊的生涯。
2012年5月7日，昆塔納從2A直升大聯盟。他在雙重賽的第一場比賽完成初登板，後援5.2局只被敲出一支安打，沒有失分。5月8日，他被下放至3A，不過他只待了一天就回到大聯盟。5月25日，昆塔納回到大聯盟。他先發6局失2分拿下大聯盟首勝。
5月30日，昆塔納因為在比賽中對光芒隊的本·佐布里斯特丟出危險近身球而遭到驅逐出場。該年他出賽25場，其中22場先發，拿下6勝6敗，防禦率3.76的成績。
2013年，他先發33場比賽，拿下9勝7敗，防禦率3.51。17場無關勝敗也是該年美聯先發投手最多。2014年3月24日，他與白襪隊簽下5年的延長合約。不過2014年他只拿下9勝11敗，防禦率3.32。
2015年，他拿下9勝10敗，防禦率3.36，送出177次三振。2016年上半季，他拿下7勝8敗，防禦率3.21。不過由於Danny Salazar受傷，因此他替補入選明星賽。該年他拿下13勝12敗，防禦率3.20。他在美聯賽揚獎票選拿到第五名。
2017年世界棒球經典賽，昆塔納代表哥倫比亞國家隊出賽。該年他也代表白襪隊成為開幕戰先發。

### 芝加哥小熊
2017年7月13日，白襪用昆塔納向小熊交易埃洛伊·席曼尼茲、Dylan Cease、Matt Rose與Bryant Flete等四名新秀。他於7月16日完成在小熊隊的初登板，他面對金鶯隊先發7局送出12次三振無失分拿下勝投。8月的昆塔納狀況不是很理想，不過他在9月的5場先發，防禦率僅2.51。
2018年，昆塔納拿下13勝11敗，防禦率4.03。他在2018年國聯中區的龍頭爭奪加賽中先發，不過最後小熊隊2分惜敗。
2019年8月，昆塔納投出4勝1敗，防禦率2.02的優異成績。該年他拿下13勝9敗，防禦率4.68。
2020年6月26日，昆塔納在家中洗盤子時不慎割傷左手拇指，因而進行手術導致缺席至少2週。

### 洛杉磯天使
2021年1月22日，昆塔納與天使隊簽下1年800萬美元合約。不過他在5月下旬就因為肩傷進入傷兵名單，後來他從牛棚出發，不過只拿下0勝3敗，防禦率6.75。

### 舊金山巨人
2021年8月30日，巨人隊從讓渡名單中選走昆塔納。他在巨人繳出4.66的防禦率，後來他在10月15日成為自由球員。

### 匹茲堡海盜
2021年11月29日，昆塔納與海盜簽下一年200萬美元的合約。

### 聖路易紅雀
2022年8月1日，海盜將昆塔納和Chris Stratton交易到紅雀，換來Malcom Núñez和Johan Oviedo。

## 個人生活
昆塔納和他太太MIchel育有一女。

## 外部連結
- 球員資訊和成績在MLB ，ESPN ，Retrosheet ，Baseball Reference ，Baseball Reference (Minors) ，Fangraphs ，The Baseball Cube （英文）
- 荷西·昆塔納的Instagram帳戶
- 荷西·昆塔納在台灣棒球維基館上的頁面（繁體中文）